# 布鲁绍
布鲁绍（法語：Brouchaud，法語發音：[bʁuʃo]）是法国多尔多涅省的一个市镇，位于该省中部偏东，原属佩里格区，2017年起划至农特龙区。

## 地理
布鲁绍（45°12'24"N, 0°59'49"E）面积11.94 平方千米，位于法国新阿基坦大区多爾多涅省，该省份为法国西南部内陆省份，是法國本土面积第三大的省，大致对应佩里戈尔地区，北起顺时针与夏朗德省、上维埃纳省、科雷兹省、洛特省、洛特-加龙省、吉倫特省和滨海夏朗德省接壤。
与布鲁绍接壤的市镇（或旧市镇、城区）包括：阿雅、屈布雅克-欧韦泽尔-瓦勒当斯、加比尤、利梅拉、蒙塔尼亚克-多布罗什。
布鲁绍的时区为UTC+01:00、UTC+02:00（夏令时）。

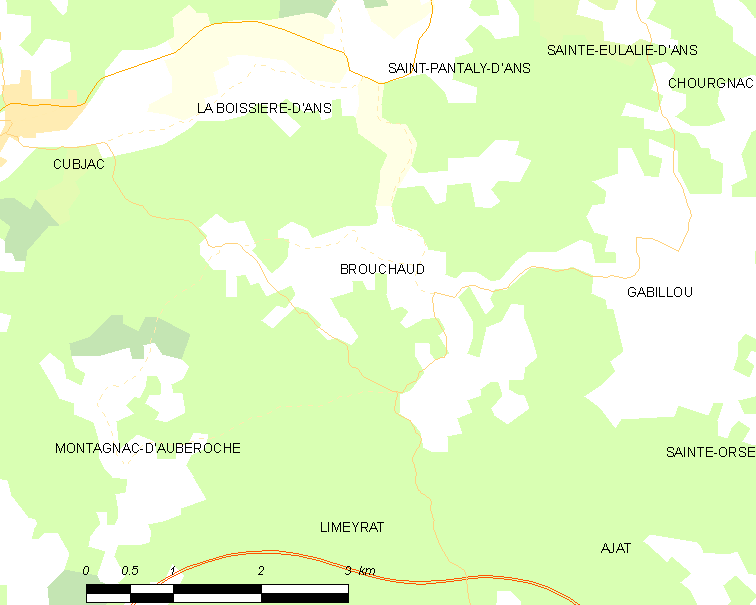
布鲁绍的OSM定位图

## 行政
布鲁绍的邮政编码为24210，INSEE市镇编码为24066。

## 政治
布鲁绍所属的省级选区为伊勒-卢-欧韦泽尔县。

## 人口

1962-2008年间布鲁绍人口变化图示

布鲁绍于2022年1月1日时的人口数量为217人。